# SK 슈투름 그라츠
SK 슈투름 그라츠(SK Sturm Graz)는 1909년에 창단된 오스트리아 슈타이어마르크주 그라츠의 축구 클럽으로, 현재 오스트리아 분데스리가에서 활동하고 있다.

## 수상
- 오스트리아 분데스리가

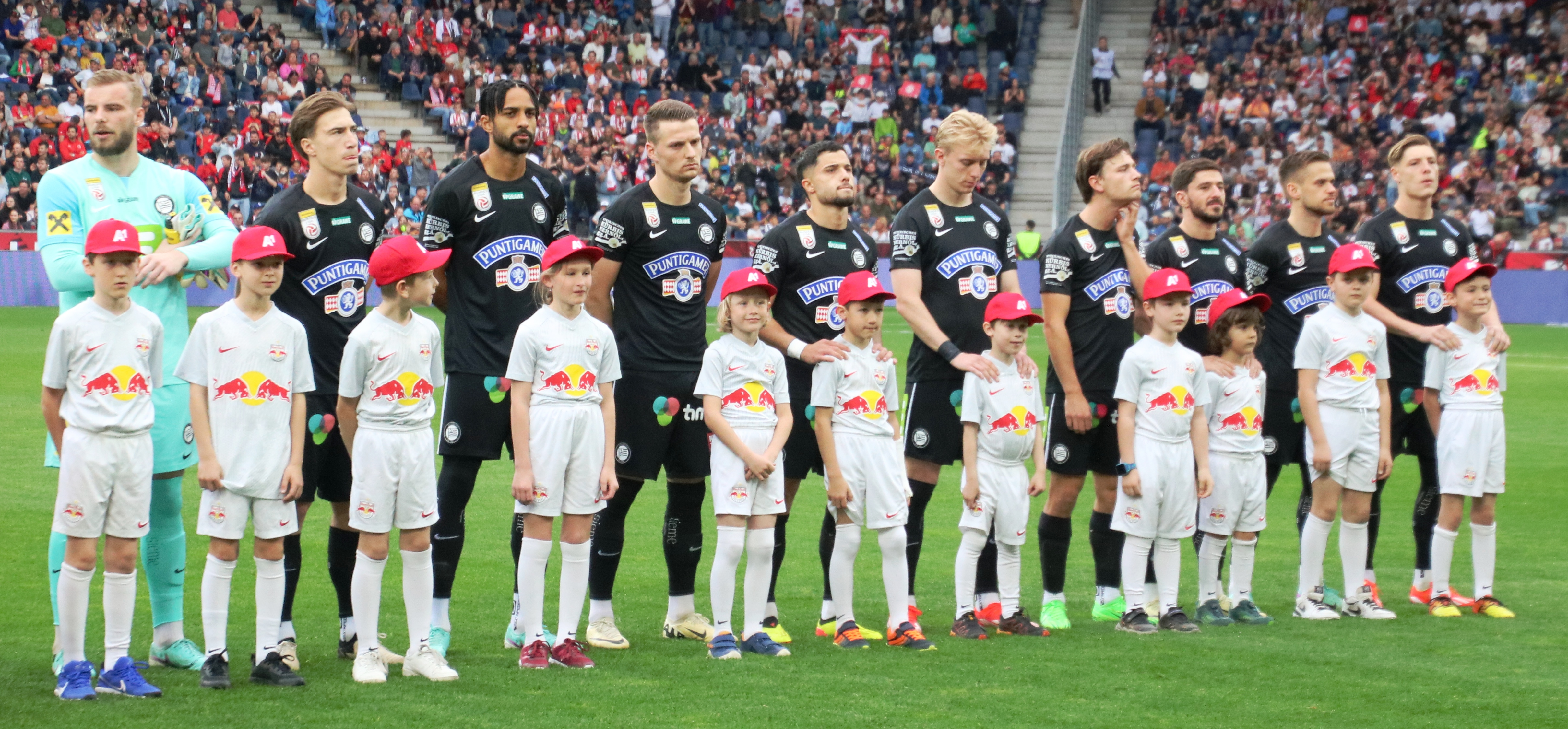
2024년 4월 28일 열린 분데스리가 잘츠부르크전에서의 슈투름 그라츠 선수단

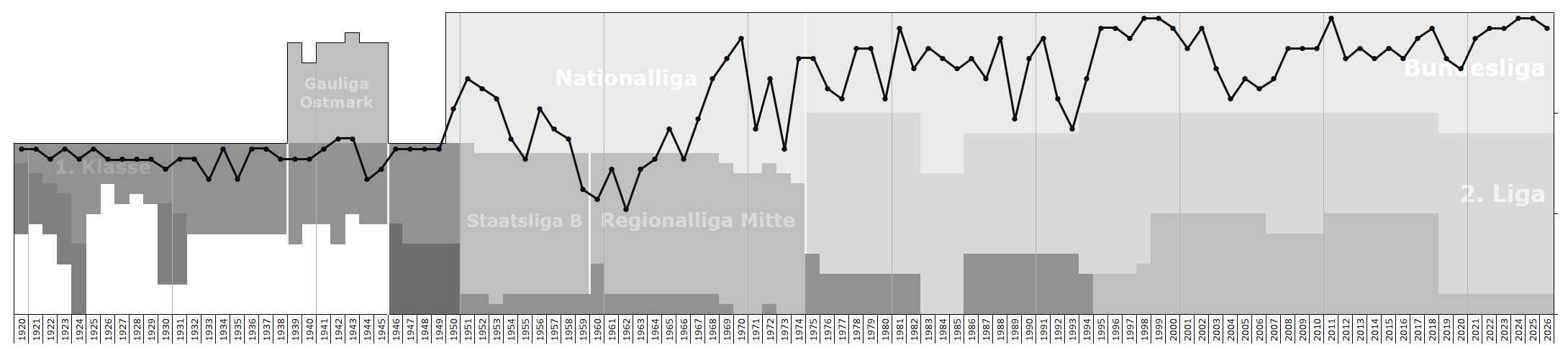
슈투름 그라츠 리그 역대 성적 차트

  - 우승 4회 (1997–98, 1998–99, 2010–11, 2023–24)
  - 준우승 8회 (1980–81, 1994–95, 1995–96, 1999–2000, 2001–02, 2017–18, 2021–22, 2022–23)
- 오스트리아 컵
  - 우승 7회 (1996, 1997, 1999, 2010, 2018, 2023, 2024)
  - 준우승 4회 (1948, 1975, 1998, 2002)
- 오스트리아 슈퍼컵
  - 우승 3회 (1996, 1998, 1999)
  - 준우승 2회 (1997, 2002)

## 선수 명단

### 현역
참고: FIFA 자격 규정에 따라 소속된 국가대표팀 국기를 표시합니다. 선수는 복수의 FIFA 비회원국 국적을 가지고 있을 수 있습니다.
| 번호 | 포지션 | 국적       | 이름                 |
| ---- | ------ | ---------- | -------------------- |
| 1    | GK     |            | 키얼 스헤르펀        |
| 2    | DF     | 스코틀랜드 | 맥스 존스턴          |
| 4    | MF     | 슬로베니아 | 욘 고렌츠 스탄코비치 |
| 5    | DF     |            | 그레고리 뷔트리흐    |
| 10   | MF     | 조지아     | 오타 키테슈빌리      |
| 15   | MF     |            | 빌리암 보빙          |
| 19   | MF     | 슬로베니아 | 토미 호르바트        |
| 20   | FW     |            | 시디 자타            |
| 24   | DF     |            | 디미트리 라발레      |

| 번호 | 포지션 | 국적 | 이름          |
| ---- | ------ | ---- | ------------- |
| 36   | FW     | 말리 | 아마디 카마라 |

## 역대 감독
| 감독                | 임기        |
| ------------------- | ----------- |
| 이비차 오심         | 1994 ~ 2002 |
| 미하일로 페트로비치 | 2003 ~ 2006 |